# Mala vita (opera)
Mala vita, opera in tre atti su libretto di Nicola Daspuro, è stata la prima opera lirica composta da Umberto Giordano, che fu valutata positivamente dall'Editore Sonzogno, con il quale il compositore stipulò il suo primo contratto.

## Storia
La prima rappresentazione avvenne a Roma al Teatro Argentina il 21 febbraio 1892. Rappresentata in molte città italiane e particolarmente a Roma, Venezia e Bologna, venne poi data a Vienna, dove riscosse un grande successo. L'opera, in tre atti, risente dello stile di Pietro Mascagni. La prima rappresentazione a Napoli, però, fu un fiasco; ciò spinse Giordano e il librettista a rielaborarla corposamente, modificandone i personaggi. L'opera riveduta andò in scena nel 1897 col titolo Il voto.

## Cast delle prime rappresentazioni
| Personaggio | Interprete (Roma, 1892) (Direttore: Vittorio Podesti) | Interprete (Milano, 1897) (Direttore: Giuseppe Baroni) |
| ----------- | ----------------------------------------------------- | ------------------------------------------------------ |
| Vito        | Roberto Stagno                                        | Enrico Caruso                                          |
| Annetiello  | Ottorino Beltrami                                     |                                                        |
| Cristina    | Gemma Bellincioni                                     | Rosina Storchio                                        |
| Amalia      | Emma Leonardi                                         | Ortensia Synnerberg                                    |
| Marco       | Francesco Nicoletti                                   | Mario Aristi                                           |
| Nunzia      | Giulia Sporeni                                        |                                                        |

## Trama
Nell'anno 1810, a Napoli poco prima delle feste di Piedigrotta.
Atto I:
Il tintore Vito, amante di Amalia, donna sposata (con Annetiello), è tisico. Per la paura di morire fa voto al Crocifisso di sposare la prima prostituta che incontrerà per redimerla. Dinanzi alla fontana incontra la prostituta Cristina, che gli aveva gettato una rosa dalla finestra del postribolo dove vive.  Le propone di sposarlo. Ella accetta, ma Amalia non è disposta a perdere l'amante.
Atto II:
All'abitazione di Amalia entra Cristina.  Amalia le implora di rompere il rapporto con Vito, senza il quale non sa più vivere.  Quando Cristina la rifiuta, spiegandole che Vito rappresenta la sua unica speranza per la salvezza, Amalia la minaccia.  Cristina esce e poi Vito entra.  In un duetto, Amalia seduce Vito, e si baciano mentre Cristina guarda da fuori.
Atto III:
Cominciano le feste di Piedigrotta con una canzone corale (Ce sta, ce sta un mutto ca dice accussì:, attribuita nel libretto allo stesso Salvatore Di Giacomo).  Cristina, disperata, tenta di convincere Vito a mantenere la propria parola e sposarla.  Egli risponde che non può resistere ad Amalia, e la lascia.  Cristina prega il Signore, rendendosi conto che dovrà tornare al postribolo mentre fuori si cantano le canzoni per feste di Piedigrotta.

## Struttura dell'opera

### Atto I
- Scena - Son grida! Sentite (Coro)
- Canzone - Sapete voi la storia? (Marco e Coro)
- Scena - Fa paura (Marco, Vito e Coro)
- Il Voto - O Gesù mio d'amor (Vito e Coro)
- Scena - Che voto hai fatto (Amalia)
- Canzone - Tutto è già pronto (Annetiello e Coro)
- Scena -  Ed ora da zio Tore
- Duetto - Onesto fior voi lo gettaste a me? (Cristina e Vito)
- Finale I - Bella, anzi bellissima

### Atto II
- Scena - Nunzia non viene (Amalia e Nunzia)
- Scena - Prego, di qua!... Prego, di là !... e Brindisi - Le mogli, in genere (Annetiello e Coro)
- Scena e Duetto - Madonna, madonna, non mi far impazzire (Cristina e Amalia)
- Intermezzo
- Finale II. Duetto - Amalia! Amalia! (Amalia e Vito)

### Atto III
- Canzone - Canzon d'amor - che l'ala d'or (Vito e Coro)
- Tarantella
- Canzone - Ce sta, ce sta un mutto ca dice accussì: (Annetiello e Coro)
- Intermezzino e Duetto - Buona sera! (Cristina e Vito)
- Scena - O Vito, Vito!  (Cristina, Amalia e Vito)
- Finale - Lascia quei cenci... (Cristina e Coro interno)

## Discografia
- Maurizio Graziani (Vito Amante), Massimo Simeoli (Annetiello), Paola Di Gregorio (Cristina), Maria Miccoli (Amalia), Antonio Rea (Marco), Tiziana Portoghese (Nunzia) - Orchestra Lirico Sinfonica del Teatro della Capitanata e Coro Lirico Umberto Giordano di Foggia - Direttore Angelo Cavallaro - Bongiovanni GB 2348-2 (1CD, 2003. Registrazione dal vivo)[4]